# Saint-Remy-en-l'Eau

Saint-Remy-en-l'Eau este o comună în departamentul Oise, Franța. În 1 ianuarie 2022 avea o populație de 435 de locuitori.